# Enz
El río Enz es un río del estado de Baden-Wurtemberg (Alemania), que fluye en dirección norte a lo largo de 106 km, desde su nacimiento en la Selva Negra hasta su desembocadura en el río Neckar, río que posteriormente desembocará en el Rin por su margen derecha.